# KRX 100
KRX 100은 한국거래소가 2005년 6월 1일부터  운영하고 있는 지수이다.

## 구성종목
종목으로는 100종목 (거래소 88종목, 코스닥 12종목)으로 시가총액과 거래대금, 자기자본이익율, 부채비율, 유보율 등을 선정기준으로 삼아 선정된 종목으로 이루어진 지수이다. 코리아 익스체인지 100(Korea exchange 100)의 약자이다. 코리아 익스체인지는 한국거래소의 영문 명칭이다.

## 같이 보기
- 코스피 지수
- 코스닥 지수
- 코스피 100
- 코스피 200
- KRX 300